# Иванов, Илья Иванович (декабрист)
Илья Иванович Иванов (1800 — 1838/1839) — декабрист. Член и секретарь Общества соединённых славян. Осуждён на 12 лет каторги.

## Биография
Родился в 1800 году. Происходил из почтальонских детей. Воспитывался частными учителями в Житомире, где в своём домике жила его мать Елена NN (в 1826 году ей было 63 года), вдова после второго мужа, унтер-офицера Кармащукова.
Службы начал 21 февраля 1812 года, почтальоном Волковысской почтовой экспедиции; с 26 февраля 1813 года — в Гродненской почтовой конторе. С 30 мая 1815 года служил в Белостокской пограничной почтовой конторе, сначала — унтер-офицером, через месяц — канцеляристом, 31 декабря 1818 года получил чин коллежского регистратора. С 7 августа 1820 года был определён канцелярским служителем Белостокского областного правленияи 1 июля 1821 года, по прошению, был переведён в Волынскую казённую палату по счётной экспедиции. спустя год, 8 июля 1822 года он был определён помощником бухгалтера в полевое провиантское комиссионерство 3-го пехотного корпуса. Здесь он дослужился до чина коллежского секретаря (30.01.1825), до того, как 12 октября того же года был утверждён бухгалтером комиссионерства. В начале этого же года он вступил в Общество соединённых славян, был его секретарём.
В декабре 1825 — январе 1826 он  пытался организовать помощь восставшему Черниговскому полку. Приказ об его аресте последовал 14 февраля 1826 года. После ареста в Житомире в 27 февраля он был доставлен в Петербург на главную гауптвахту и 3 марта заключён в Петропавловскую крепость. Осужден по IV разряду и приговорён к 12 годам каторги (срок был сокращён до 8 лет). Находился в Читинском остроге (с 09.03.1827), Петровском заводе 9с сентября 1830). По указу от 08.11.1832 был обращён на поселение в село Верхне-Острожное Идинской волости Иркутского округа, прибыл туда в 1833 году. На поселении помогал М. С. Лунину, переписывал его антиправительственные сочинения. 
В 1833 году был отправлен в ссылку в Иркутский округ. Умер скоропостижно 26 декабря 1838 (7 января 1839) года.
Жена (с 1835) — крестьянка Домна Мигалкина. По амнистии от 26.08.1856 ей с дочерью Ольгой были предоставлены прежние права мужа по дворянству.